# Wyner, Huber & Reich

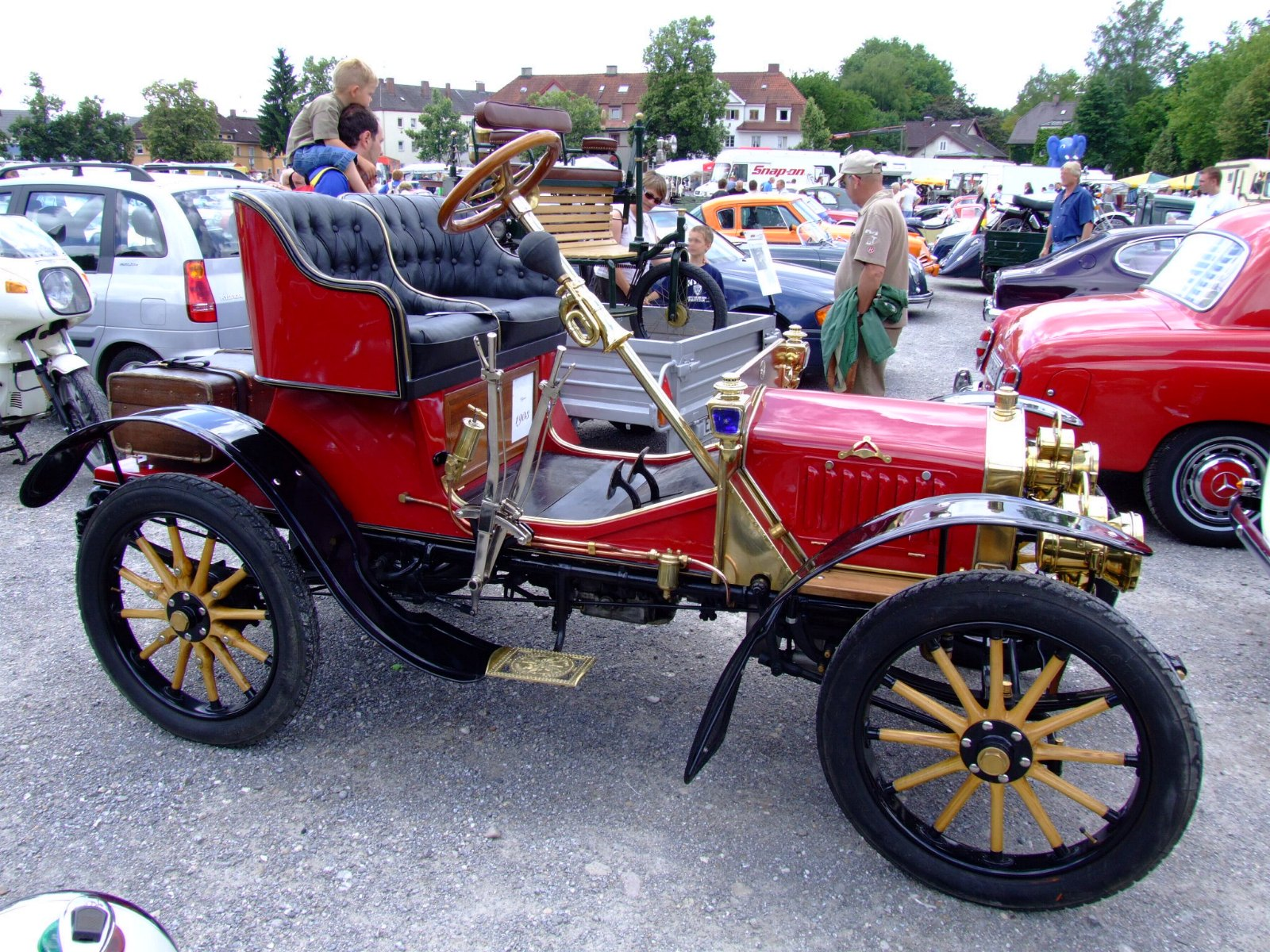
Wyner von 1903

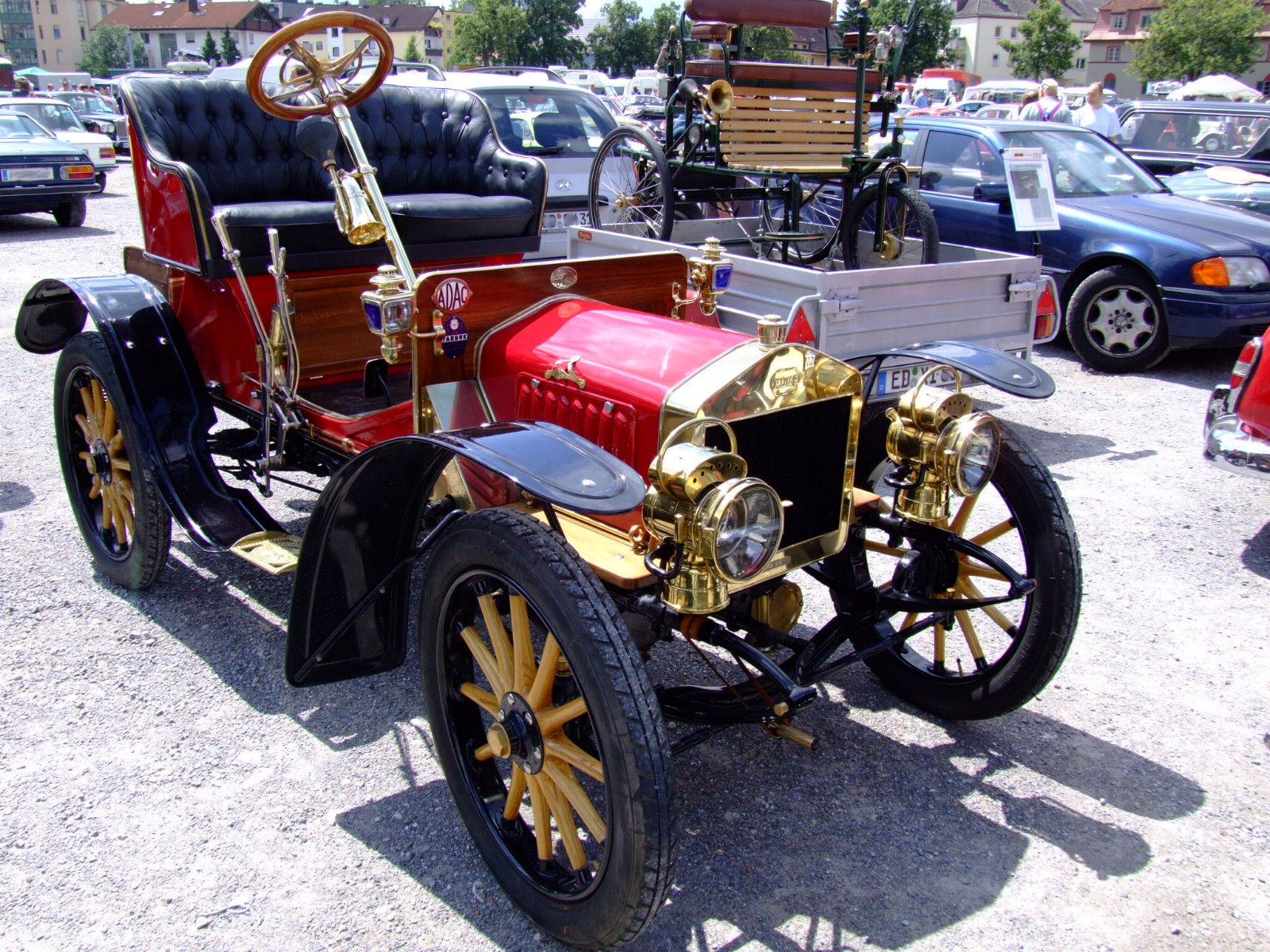
Wyner von 1903

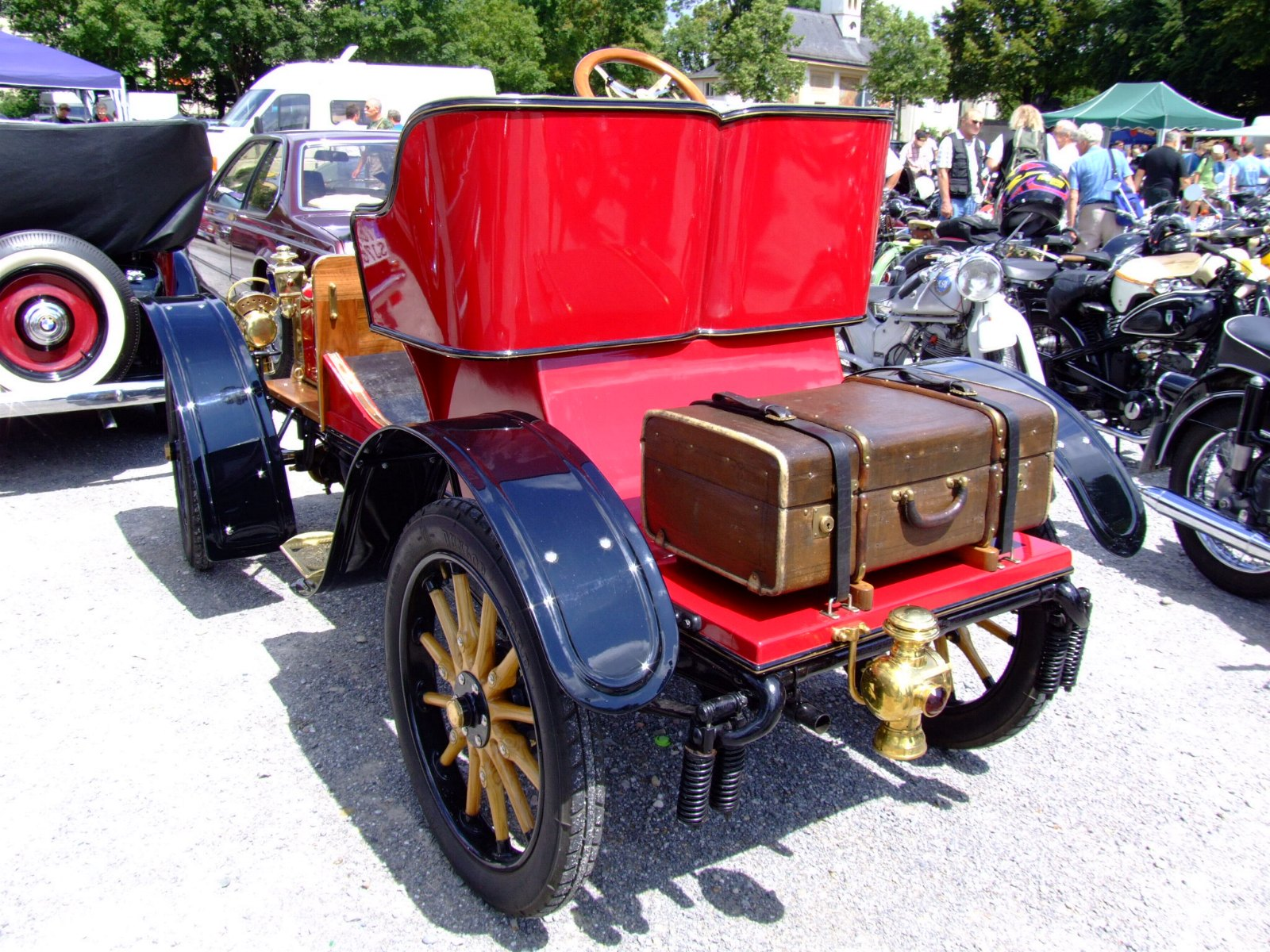
Wyner von 1903

Wyner, Huber & Reich, zuvor Michael A. Wyner, war ein Händler und Hersteller von Automobilen aus Österreich-Ungarn.

## Unternehmensgeschichte
Das Unternehmen Michael A. Wyner aus Wien begann 1901 mit dem Vertrieb von Nutzfahrzeugen mit Dampfmotoren der Maschinenbauanstalt und Kesselschmiede Franz Xaver Komarek. Später kamen auch Fahrzeuge von Darracq, De Dion-Bouton, Gardner-Serpollet, Miesse und Spitz dazu. 1903 begann die Produktion von Automobilen. Der Markenname lautete Wyner. 1907 nahm Wyner zwei Partner auf und änderte den Unternehmensnamen in Wyner, Huber & Reich. Im gleichen Jahr erwarb er eine Lizenz von Unic. 1908 endete die Produktion, als das Unternehmen in Bankrott ging.

## Fahrzeuge
Das erste Modell war ein Kleinwagen, der einem Modell von Peugeot ähnelte. Dieses Modell wurde später von der Simmeringer Maschinen- und Waggonbau-Fabrik produziert. Ab 1903 gab es das Modell Populaire als 8/10 PS mit einem Einzylindermotor und als 9/10 PS mit einem Zweizylindermotor. Die wassergekühlten Einbaumotoren kamen von De Dion-Bouton und verfügten über eine Hochspannungs-Magnetzündung. Die Motorleistung wurde mittels einer Kardanwelle an die Hinterachse übertragen. Die Höchstgeschwindigkeit war mit 40 km/h bzw. 50 km/h angegeben, und das Gewicht mit etwa 500 kg bzw. 430 kg. Das Getriebe verfügte über drei Vorwärtsgänge plus Rückwärtsgang. Eine Bremse wirkte auf das Differential, die andere auf die Hinterräder.
Daneben gab es ein Modell mit einem Vierzylindermotor mit 40 PS. Ab 1907 standen die Modelle 10/12 PS und 24/30 PS mit Vierzylindermotoren von Unic im Sortiment.